# Anton Kaindl (KZ-Kommandant)
Anton Kaindl (* 14. Juli 1902 in München; † 31. August 1948 in Workuta) war ein deutscher SS-Führer und letzter Lagerkommandant des KZ Sachsenhausen.

## Leben
Kaindl absolvierte nach der Volksschule eine Ausbildung zum Kaufmann und arbeitete danach in dem Unternehmen, wo er die Ausbildung erhalten hatte, als Buchhalter. Ende Mai 1920 verpflichtete sich Kaindl als Berufssoldat bei der Reichswehr. Dort schlug er die Laufbahn eines Verwaltungsoffiziers ein und war zuletzt als Zahlmeister beschäftigt. Am 1. Mai 1932 endete seine Dienstzeit und Kaindl verließ die Armee im Rang eines Verwaltungs-Oberfeldwebels. Bis Ende August 1932 war er in der Stadtsparkasse Donauwörth beschäftigt und danach im Reichskuratorium für Jugendertüchtigung.
Nach der Machtübernahme des NS-Regimes war Kaindl ab Anfang Oktober 1933 Verwaltungsführer beim „Chef Ausbildungswesen“ der SA und wechselte zum 1. Juli 1935 zur SS (SS-Nr. 241.248), wo er beim Verwaltungsamt-SS Verwaltungsführer wurde. Am 7. Juni 1933 beantragte Kaindl die Aufnahme in die NSDAP und wurde zum 1. Mai 1937 aufgenommen (Mitgliedsnummer 4.390.500).
Kaindl war nach Beginn des Zweiten Weltkrieges ab Anfang November 1939 „Leiter der Truppenverwaltung bei der SS-Totenkopf-Division“ und übernahm ab dem 17. September 1941 die Verwaltungsabteilung in der Inspektion der Konzentrationslager (IKL). Auch nach März 1942, als die IKL als Amt D IV dem reorganisierten SS-Wirtschafts-Verwaltungshauptamt (SS-WVHA) unterstellt wurde, verblieb Kaindl in dieser Funktion. Er leitete bis zum 31. August 1942 das Amt D IV der Amtsgruppe IV im SS-WVHA, das unter anderem für Bestellungen von KZ-Häftlingskleidung für die Konzentrationslager zuständig war.
Vom 1. September 1942 bis zur Räumung des KZ Sachsenhausen am 22. April 1945 war er dessen siebter und letzter Kommandant. Kaindl flüchtete in den letzten Kriegstagen über die sogenannte Rattenlinie Nord nach Flensburg.
Nach Kriegsende geriet er in alliierte Kriegsgefangenschaft und wurde während der Nürnberger Prozesse im Juni/Juli 1946 dreimal als Zeuge vernommen. Anschließend wurde er an die sowjetische Besatzungsmacht ausgeliefert. Am 23. Oktober 1947 wurde in Berlin-Pankow der so genannte Sachsenhausen-Prozess unter Vorsitz eines sowjetischen Militärtribunals gegen ihn und weitere 15 Angeklagte geführt. Kaindl gestand bei diesem Prozess seine Schuld ein, berief sich aber darauf, unter Befehlsnotstand gehandelt zu haben. Nach acht Tagen Prozessdauer wurden Kaindl und zwölf weitere Mitangeklagte am 1. November 1947 zu lebenslanger Freiheitsstrafe verurteilt. Er wurde zunächst im zentralen sowjetischen Untersuchungsgefängnis in Berlin-Hohenschönhausen inhaftiert und vier Wochen später in den Gulag in Workuta nahe dem Polarmeer zur Zwangsarbeit in einer Kohlenmine verbracht. In diesem Arbeitslager starb Kaindl am 31. August 1948.
| Kaindls SS-Ränge | Kaindls SS-Ränge       |
| Datum            | Rang                   |
| ---------------- | ---------------------- |
| 1. Juli 1935     | SS-Untersturmführer    |
| 20. April 1936   | SS-Obersturmführer     |
| 30. Januar 1938  | SS-Sturmbannführer     |
| 30. Januar 1939  | SS-Obersturmbannführer |
| 9. November 1943 | SS-Standartenführer    |